# Thái Sơn (nghệ sĩ)
Trần Thái Sơn (sinh ngày 19 tháng 2 năm 1983), thường được biết đến với nghệ danh Thái Sơn, là một nam diễn viên người Việt Nam. Xuất thân là một nghệ sĩ chèo, anh được biết đến nhiều nhất với vai trò nghệ sĩ hài trong các chương trình Tiếu lâm tứ trụ, Xuân phát tài, Gặp nhau cuối năm, Gala cười và Gặp nhau cuối tuần... Ngoài ra anh còn tham gia các bộ phim truyền hình như Dưới bóng cây hạnh phúc, Vui lên nào! Anh em ơi, Cha tôi, người ở lại...
Với những đóng góp lớn trong lĩnh vực nghệ thuật, Thái Sơn được phong tặng danh hiệu Nghệ sĩ ưu tú vào năm 2023.

## Thân thế và sự nghiệp[10]
Thái Sơn tên đầy đủ là Trần Thái Sơn, sinh ra và lớn lên tại Khoái Châu, Hưng Yên. Mặc dù đầu tiên Thái Sơn hướng đến Cải lương sau khi học xong cấp 3, nhưng dưới sự ảnh hưởng của hai bác, anh đã đăng ký thêm nguyện vọng thi vào lớp Chèo. Nghệ sĩ Xuân Theo đã dẫn Thái Sơn tới nghệ sĩ Tự Long để học diễn xuất. Điều này đã thay đổi hướng đi của Thái Sơn, và anh quyết định theo đuổi nghệ thuật Chèo.
Thái Sơn thi đậu vào lớp Chèo K22 tại Trường Đại học Sân khấu Điện ảnh Hà Nội. Anh may mắn được học hỏi từ nhiều nghệ sĩ lớn trong lĩnh vực Chèo và nhận sự dìu dắt của hai bác ruột của mình, đặc biệt là NSƯT Xuân Theo, để trau dồi kỹ năng diễn xuất và giọng hát Chèo.
Năm 2006, Thái Sơn ra trường và gia nhập Nhà hát Chèo Việt Nam. Anh đã đóng góp không ít cho nghệ thuật Chèo và được biên chế từ năm 2009. Thành tích và cống hiến của anh đã đem lại danh hiệu NSƯT và vị thế trong lĩnh vực này.
Bên cạnh sự nghiệp Chèo, Thái Sơn cũng thành công trong lĩnh vực hài hước. Anh đã thể hiện tài năng diễn hài và thường được giao các vai hài trong các tiểu phẩm. Anh đã từng đoạt giải Bạc tại Liên hoan Sân khấu hài toàn quốc và được đánh giá cao với các vai diễn trong lĩnh vực này.
Năm 2014, Thái Sơn nhận được Huy chương Vàng Tài năng trẻ sân khấu với vai diễn ông cả Hân, một vai diễn đầy tình cảm và tượng trưng trong nghệ thuật Chèo.
Năm 2019, Thái Sơn bắt đầu hoạt động với vai trò diễn viên dưới sự quản lý của công ty Hoa Dương Entertainment và đã đạt được những thành công đáng kể trong lĩnh vực nghệ thuật và hài hước.
Từ năm 2023 đến nay, Thái Sơn ghi dấu ấn trong lòng khán giả với các bộ phim Việt giờ vàng như Dưới bóng cây hạnh phúc, Vui lên nào! Anh em ơi, Cha tôi, người ở lại... cùng với các chương trình truyền hình trên sóng VTV.

## Các phim tham gia

### Phim truyền hình
| Năm  | Phim                             | Kênh | Vai               | Đạo diễn                         | Bạn diễn                                                                                       | Nguồn  |
| ---- | -------------------------------- | ---- | ----------------- | -------------------------------- | ---------------------------------------------------------------------------------------------- | ------ |
| 2023 | Dưới bóng cây hạnh phúc          | VTV1 | Tú                | Vũ Trường Khoa                   | Mạnh Hưng, Bùi Như Lai, Kiều My, Quốc Trị, Mạnh Cường                                          | [ 11 ] |
| 2023 | Gia đình mình vui bất thình lình | VTV3 | Cò đất            | Nguyễn Đức Hiếu, Lê Đỗ Ngọc Linh | Bùi Bài Bình, Lan Hương, Quang Sự, Kiều Anh, Doãn Quốc Đam, Lan Phương, Thanh Sơn, Khả Ngân    | [ 12 ] |
| 2023 | Biệt dược đen                    | VTV3 | Trương Quang Điều | Phạm Gia Phương, Trần Trọng Khôi | Bảo Anh, Huỳnh Anh, Ngọc Quỳnh, Bình An, Đỗ Duy Nam, Trần Đức                                  | [ 13 ] |
| 2023 | Cuộc chiến không giới tuyến      | VTV1 | Giàng A Rể        | Nguyễn Danh Dũng                 | Việt Anh, Hoàng Hải, Thu Quỳnh, Hà Việt Dũng                                                   | [ 14 ] |
| 2024 | Vui lên nào anh em ơi            | VTV3 | Thắng             | Vũ Minh Trí                      | Dương Anh Đức, Tô Dũng, Anh Đào, Thạch Thu Huyền, Hương Giang                                  | [ 15 ] |
| 2025 | Cha tôi, người ở lại             | VTV3 | Bố Bình           | Vũ Trường Khoa                   | Bùi Như Lai, Trần Nghĩa, Vũ Hồng Thái, Nguyễn Hoàng Ngọc Huyền, Minh Tiệp, Thu Quỳnh, Kiều Anh | [ 16 ] |
| 2025 | Có anh, nơi ấy bình yên          | VTV1 | Cường "Gà"        | Nguyễn Danh Dũng                 | Phan Tuấn Tú, Lê Xuân Anh, Thanh Quý, Lê Bá Anh, Nguyễn Vĩnh Xương, Thu Quỳnh, Mạnh Hưng       |        |

### Phim hài
| Năm        | Phim                                      | Kênh                | Bạn diễn                                                                                  | Nguồn                |
| ---------- | ----------------------------------------- | ------------------- | ----------------------------------------------------------------------------------------- | -------------------- |
| 2018       | Cuộc phiêu lưu của Trung Ruồi Và Minh Tít | Trung Ruồi Official | Trung Ruồi, Minh Tít, Hồng Vân, Quốc Anh, Quang Thắng, Thanh Hiền, Thúy Hà, Xuân Nghị,... |                      |
| 2018       | A Lử lên tỉnh                             | Trung Ruồi Official | Trung Ruồi, Minh Tít, Thương Cin, Thái Dương,...                                          |                      |
| 2019       | Siêu hiệp sĩ                              | Hoa Dương Pro       | Trung Ruồi, Thương Cin,...                                                                | [ 17 ] [ 18 ] [ 19 ] |
| 2020 - nay | Tạp hóa cười (series hài)                 | Hoa Dương Pro       | Thương Cin, Cường Cá,...                                                                  |                      |
| 2020       | Vi đà quyền                               | Trung Ruồi Official | Trung Ruồi, Thảo Nguyên,...                                                               |                      |
| 2021       | Vua đầu đất                               | Trung Ruồi Official | Trung Ruồi, Minh Tít, Hoàng Sơn, Trần Vân, Chung Tũnn,...                                 |                      |
| 2022       | Bố ơi chạy đi                             | Thái Dương Official | Thái Dương, Trung Ruồi , Đỗ Duy Nam, Phạm Vinh,...                                        |                      |
| 2022       | Lỡ rồi tới luôn                           | Trung Ruồi Official | Trung Ruồi, Quang Thắng, Chiến Thắng, Thái Dương, Phạm Vinh, Cường Cá,...                 |                      |
| 2023       | Tỷ phú về quê                             | Trung Ruồi Official | Trung Ruồi, Quang Thắng, Cường Cá, Khánh Ly…                                              |                      |
| 2024       | Một bước lên quan                         | Trung Ruồi Official | Trung Ruồi, Quang Thắng, Hồng Vân, Cường Cá,...                                           |                      |
| 2025       | Giấu bồ - Bố giàu                         | Trung Ruồi Official | Trung Ruồi, Quang Thắng, Thúy Hà, Thục Anh,...                                            |                      |

## Chương trình truyền hình
- Tiếu lâm tứ trụ - THVL1
- Sức nước ngàn năm - VTV3
- Cuộc hẹn cuối tuần - VTV3
- Gặp nhau cuối năm - VTV3
- Gala cười - VTV3
- Gặp nhau cuối tuần - VTV3
- Khách sạn 5 sao - VTV3
- Giai điệu kết nối - VTV3